# Imeyayén
Imeyayén (en árabe: إمياين‎, en francés: Imyayène) es una localidad marroquí perteneciente al municipio de Iyarmaguas, en la región de Tánger-Tetuán-Alhucemas. Se encuentra en la cuenca del río Nekor, al sureste de la represa Abdelkarim el-Jattabi. Desde 1912 hasta 1956 perteneció a la zona norte del Protectorado español de Marruecos.